# Izbori za Europski parlament u Hrvatskoj
Izbori za zastupnike u Europskom parlamentu se u svim zemljama Europske unije u pravilu održavaju svakih pet godina, koliko traje zastupnički mandat. Glasači biraju zastupnike Europskog parlamenta neposrednim glasovanjem.
Prvi europski izbori u Hrvatskoj održani su 14. travnja 2013. godine, prije hrvatskog pristupanja EU koje se dogodilo 1. srpnja 2013. godine. Zastupnicima koji su tada izabrani u Europski parlament mandat je umjesto pet godina trajao samo godinu dana, jer su sljedeći redovni europski izbori održani 2014. godine.

## Zakonska regulativa
Ne postoji jedinstveni izborni sustav svih država EU za izbor članova Europskog parlamenta, već je svaka država članica slobodna izabrati vlastiti sustav, uz poštovanje tri uvjeta propisana Odlukom Vijeća EU (2002/772/EC):
1. izborni sustav mora primjenjivati sustav razmjernog predstavništva,  bilo putem izbornih lista ili putem sustava prijenosa glasa.
2. izborno područje mora biti podjeljeno na izborne jedinice, na način koje neće utjecati na sustav razmjernog predstavništva.
3. izborni prag na nacionalnoj razini mora iznositi 5 %.

Hrvatski zakonodavac propisao je zakon o izborima u Europski parlament, te ga je potom mijenjao odnosno dopunjivao dva puta:
- Zakon o izborima zastupnika iz Republike Hrvatske u Europski parlament, iz srpnja 2010.[1]
- Zakon o izmjenama i dopunama Zakona o izborima zastupnika iz Republike Hrvatske u Europski parlament, iz veljače 2013., stupio na snagu 1. ožujka 2013.[2]
- Zakon o izmjenama i dopunama Zakona o izboru članova u Europski parlament iz Republike Hrvatske, iz studenoga (izglasovan)/prosinca 2013. (stupio na snagu)[3]

Zakon ima 19 dijelova, koji se svojim sadržajem bitno ne razlikuju u reguliranju drugih izbora u Republici Hrvatskoj, npr. iz članka 3.:
»Jamči se sloboda opredjeljenja birača i tajnost njihova glasovanja.«
Ovakvu rečenicu sadrže i većina ostalih zakona koji reguliraju izbore u Republici Hrvatskoj, npr.:
- Zakon o izborima zastupnika u Hrvatski sabor, iz listopada 2011., članak 3.[4]
- Zakon o lokalnim izborima, iz prosinca 2012., članak 4.[5]
- Zakon o izboru predsjednika Republike Hrvatske, članak 6.

Izbori za Europski parlament slični su izborima za predsjednika RH po dvije stvari, trajanje mandata izabranika u oba slučaja je pet godina, te se glasuje u jednoj izbornoj jedinici, što u Zakonu o izboru predsjednika Republike Hrvatske nije eksplicitno definirano, jer je samorazumljivo, a na izborima za EP definirano je rečenicom članka 23.: Teritorij Republike Hrvatske, uključujući biračka mjesta izvan granica Republike Hrvatske, je jedna izborna jedinica., čime je ispunjen gore naveden drugi uvjet Vijeća EU.
Treći uvjet Vijeća EU ispunjen je člankom 25.: Pravo na sudjelovanje u diobi za člana Europskog parlamenta ostvaruju liste koje na izborima dobiju najmanje 5% danih glasova birača.
Prvi uvjet Vijeća EU (sustav razmjernog predstavništva) ispunjen je člankom 26.: Broj članova koji će biti izabran sa svake liste kandidata utvrđuje se na sljedeći način: Ukupan broj važećih glasova koji je dobila svaka lista (biračka masa liste) dijeli se s brojevima od 1 do broja članova koji se biraju u Europski parlament, pri čemu se uvažavaju i decimalni ostaci. S liste kandidata izabrano je toliko kandidata koliko mandata je dobila ta lista.

## Primjer raspodjele glasova
Primjer raspodjele mandata po D’Hondtovoj metodi prema rezultatima ankete za izbore za EP 2019. održanoj krajem siječnja 2019.:
| Stranka ili koalicija | Glasova ukupno | x:1     | x:1   | x:2     | x:2   | x:3         | x:4          |
| --------------------- | -------------- | ------- | ----- | ------- | ----- | ----------- | ------------ |
| HDZ                   | 237 330        | 237 330 | (1.)  | 118 665 | (4.)  | 79 110 (7.) | 59 332 (12.) |
| SDP                   | 197 640        | 197 640 | (2.)  | 98 820  | (5.)  | 65 880 (9.) | 49 410       |
| Am. k.                | 125 550        | 125 550 | (3.)  | 62 775  | (10.) | 41 850      | 31 387       |
| Živi zid              | 94 410         | 94 410  | (6.)  | 47 205  |       | 31 470      | 23 602       |
| NHR                   | 77 040         | 77 040  | (8.)  | 38 520  |       | 25 680      | 19 260       |
| MOST                  | 60 930         | 60 930  | (11.) | 30 465  |       | 20 310      | 15 232       |

Na izbore za EP 2013. godine izišlo je 780 980, a godinu kasnije 950 980 birača. U gornjem primjeru pretpostavljen je izlazak 900 000 birača te su im glasovi raspodijeljeni po anketi provedenoj 21. – 31. siječnja na uzorku od 1041 ispitanika.
U ovom primjeru, i zadnji popis koji je prešao prag od 5 % (6,77 %) osvojio je zastupnički mandat, što ne mora biti slučaj, na izborima 2014. četiri su liste prešle prag od 5 %, ali samo su tri dobile zastupnike prilikom raspodjele mandata po D’Hondtovoj metodi, jer je četvrti popis dobio 63 437 glasova, a šestina glasova prve koalicije iznosila je 63 640, te je Savezu za Hrvatsku mandat izmaknuo za 203 glasa.

## Predizborne strategije
U gornjem primjeru šest različitih stranaka odnosno koalicija dobiva svoje zastupnike u EP. Na izborima 2013. bilo je 28 izbornih popisa, izborni prag su prešla tri popisa: HDZ – HSP AS – BUZ s 32,86 % te 6 zastupnika, SDP – HNS – HSU s 32,07 % te 5 zastupnika i Hrvatski laburisti - Stranka rada, s 5,77 % i jednim zastupnikom. Na izborima 2014. je bilo slično, četiri su izborna popisa prešla prag, prvi s 41,42 %  (HDZ - HSS - HSP AS - BUZ), drugi rezultat je bio 29,93 % (SDP - HNS - IDS - HSU), te je s 9,42 % ORaH bio nešto uvjerljiviji nego laburisti godinu prije, no četvrti popis nije imao dovoljno glasova da bi osvojio zastupnički mandat.
Zbog izbornog praga od 5 % te nepouzdanih anketa, na izborima za EP česta je strategija koaliranja, koju redovito primjenjuju najveće stranke u Hrvatskoj, čime maksimiraju rezultate u odnosu na ionako povoljan izborni sustav za najpopularnije stranke.
Općenito, uz preferencijski sustav definiran člancima 23.: Članovi u Europski parlament biraju se po proporcionalnoj zastupljenosti i preferencijalnom glasovanju., i 24.: Birači mogu glasovati samo jedanput i samo za jednu listu kandidata. Birač na glasačkom listiću može označiti jednog kandidata koji ima prednost pred ostalim kandidatima na listi za koju je glasovao (preferirani glas). koaliranje je suvisao način da se sačuvaju glasovi od propadanja.
U pogledu izbornih rezultata koaliranje nema nedostataka, skoro jedini mogući nedostatci ove strategije su oni političke vrste - npr. pad rejtinga neke stranke koja ulazi u neprincipijelne koalicije. Preferencijski sustav otklanja svaki prigovor da se u koaliciji ne zna snaga svakog člana koalicije, jer pri konačnom poretku nije presudno bitan dogovoreni poredak, nego je bitan izboreni poredak. 

## Kronološki popis izbora
- Izbori za Europski parlament 2013. - u Hrvatskoj je birano 12 zastupnika
- Izbori za Europski parlament 2014. - u Hrvatskoj je birano 11 zastupnika
- Izbori za Europski parlament 2019. - u Hrvatskoj je birano 12 zastupnika

## Vanjske poveznice
- https://www.izbori.hr/site/izbori-referendumi/izbori-clanova-u-europski-parlament-iz-republike-hrvatske/68
- https://uprava.gov.hr/o-ministarstvu/ustrojstvo/uprava-za-politicki-sustav-i-organizaciju-uprave/izbori-u-republici-hrvatskoj/izbor-clanova-u-europski-parlament-iz-republike-hrvatske/860